# Stroudia guillarmodi
Stroudia guillarmodi är en stekelart som beskrevs av Giordani Soika 1983. Stroudia guillarmodi ingår i släktet Stroudia och familjen Eumenidae. Inga underarter finns listade i Catalogue of Life.